# Cologne
Cologne é uma comuna italiana da região da Lombardia, província de Bréscia, com cerca de 6.490 habitantes. Estende-se por uma área de 13 km², tendo uma densidade populacional de 499 hab/km². Faz fronteira com Chiari, Coccaglio, Erbusco, Palazzolo sull'Oglio.

## Demografia
| Variação demográfica do município entre 1861 e 2011                               |
|                                                                                   |
| Fonte: Istituto Nazionale di Statistica (ISTAT) - Elaboração gráfica da Wikipedia |